# Équation différentielle homogène
L'expression équation différentielle homogène a deux significations totalement distinctes et indépendantes.

## Équation différentielle du premier ordre, homogène de degrén
Une équation différentielle du premier ordre mais non nécessairement linéaire est dite homogène de degré n si elle peut s'écrire sous la forme
{\displaystyle {\frac {dy}{dx}}=F(x,y)}
où F est une fonction homogène de degré n, c'est-à-dire vérifiant
{\displaystyle F(tx,ty)=t^{n}F(x,y)\,}.
Autrement dit (en posant h(u)=F(1,u)), c'est une équation qui s'écrit
{\displaystyle {\frac {dy}{dx}}=x^{n}h\left({\frac {y}{x}}\right)}.

### Le casn= 0
Le cas le plus étudié est celui où le degré d'homogénéité est 0, à tel point que dans ce cas on ne mentionne même pas le degré. La résolution d'une telle équation se fait par séparation des variables : grâce à la substitution {\displaystyle u(x)={\frac {y(x)}{x}}}, l'équation homogène
{\displaystyle {\frac {dy}{dx}}=h\left({\frac {y}{x}}\right)}.
se transforme en une équation à variables séparées :
{\displaystyle {\frac {u'(x)}{h\left(u(x)\right)-u(x)}}={\frac {1}{x}}}.

## Équation différentielle linéaire homogène
Une équation différentielle linéaire d'ordre quelconque est dite homogène si son second membre est nul, c'est-à-dire si elle est de la forme
{\displaystyle Ly=0\,}
où l'opérateur différentiel L est une application linéaire et y est la fonction inconnue.

### Exemples
{\displaystyle ay''(x)+by'(x)+cy(x)=0} est une équation différentielle linéaire homogène du second ordre à coefficients constants.
{\displaystyle a,b,c} constantes supposées connues
{\displaystyle a(x)y'(x)+b(x)y(x)=0} est une équation différentielle linéaire homogène du premier ordre à coefficients variables
{\displaystyle a(x),b(x)} fonctions supposées connues